# Sandra Destradi
Sandra Destradi ist eine deutsche Politikwissenschaftlerin und Universitätsprofessorin. 

## Leben
Sie studierte von 2000 bis 2005 internationale und diplomatische Wissenschaften mit Schwerpunkt Internationale und Diplomatische Beziehungen an den Universitäten Triest und Wien. Von 2006 bis 2009 war sie Doktorandin an der Universität Hamburg und am GIGA German Institute of Global and Area Studies als Promotionsstipendiatin des Cusanuswerks. Von Oktober bis Dezember 2008 und Februar bis Mai 2009 forschte sie in Neu-Delhi als Gastdoktorandin am Institute of Social Sciences. Von November 2009 bis September 2014 war sie Research Fellow am GIGA German Institute of Global and Area Studies am  Institut für Asien-Studien. Nach der Promotion (Dr. phil.) an der Universität Hamburg im Dezember 2010 leitete sie 2012 das Projekt Wenn Mediationen scheitern: Eine Pilotstudie zu den Auswirkungen gescheiterter Mediation auf die Eskalation von Bürgerkriegen der Deutschen Stiftung Friedensforschung. Von 2013 bis 2014 leitete sie mit Joachim Betz das Projekt New Challenges and Partnerships in the Age of Multipolarity: Aufbau einer bilateralen Partnerschaft mit dem Institute for Defence Studies and Analyses und der Deutschen Forschungsgemeinschaft. Als Gastwissenschaftlerin forschte sie im Oktober und November 2013 am Institute for Defence Studies and Analyses. Von September 2014 bis August 2015 war sie Jean Monnet Fellow am Robert Schuman Centre for Advanced Studies des European University Institute in Florenz. Seit September 2014 ist sie Senior Research Fellow am GIGA Institut für Asien-Studien (beurlaubt im akademischen Jahr 2014/2015 und seit Oktober 2015). Von Oktober 2015 bis November 2016 vertrat sie die Professur der Helmut-Schmidt-Universität Politikwissenschaft, insb. Internationale Beziehungen und Regional Governance, die sie im Dezember 2016 als Professorin (W3) übernahm. Seit Januar 2017 ist sie Leiterin des Forschungsschwerpunkts 4 Macht und Ideen am GIGA German Institute of Global and Area Studies.